# 宮偉鏐
宮偉鏐（1611年6月3日—1680年4月16日），字紫陽，號紫玄、紫懸、組弦，又號桃都漫士 ，直隸揚州府泰州（今江蘇泰州市）人，祖籍直隸靜海（今天津市靜海區），明末政治人物，同進士出身。

## 生平
廣東兵備道副使宮繼蘭之子，自小便天資聰慧，才思敏捷。崇禎十五年（1642年）中壬午科應天府鄉試第三十二名。次年連捷癸未科進士。選庶吉士，授翰林院檢討，充永悼王朱慈炤講官。崇禎十七年（1644年）三月，李自成陷京師，宮偉鏐倖免於難，遂歸鄉隱居不出。不久，清朝定都建國，兩次薦舉宮偉鏐出仕，都被宮偉鏐以自己為獨子，需奉養父母為由給回絕。再次隱居著書，常放浪山水，就連親朋好友都很少跟他見上一面。後在小西湖的遺址上建春雨草堂，嘯傲其中。《康熙泰州志》是其親手撰寫使其定稿，康熙十九年（1680年）卒，享壽七十歲 。

## 家庭
曾祖宫永建，廪生，高隐，行载郡志。祖父宫景隆，甲寅廷元，敕祀鄉賢，赠工部员外郎，行载郡志。
- 父：宮繼蘭，萬曆戊午科舉人，崇禎丁丑進士，官福建參議。[8]
- 子女：福建巡撫宮夢仁、進士宮鴻曆[9]，女宮婉蘭，孫宮懋言。
- 族弟：宮偉銓，字紫銘 （1647-1705,高祖宮盛次子宮永安老二房支。）
- 族侄：宮偉銓三子宮夢熊康熙四十二年武進士、偉銓次子宮夢元康熙四十八年武進士、偉銓長女宮淡亭乃納蘭明珠之孫永綬妻思柏密友，聘為納蘭家教師。

## 著作
著有《春雨草堂集》五十卷、《庭聞州世說》六卷、《先進風格》一卷、《微尚錄存》（即康熙泰州志稿）六卷。

## 軼事
宮偉鏐於崇禎十六年（1643年）中癸未科第十八名會魁，而其孫宮懋言亦於康熙四十二年（1703年）中癸未科第十八名會魁，且都是以詩經四房中式，會試時分房閱卷的同考官也剛好都姓李。